# Walther (wapenfabrikant)

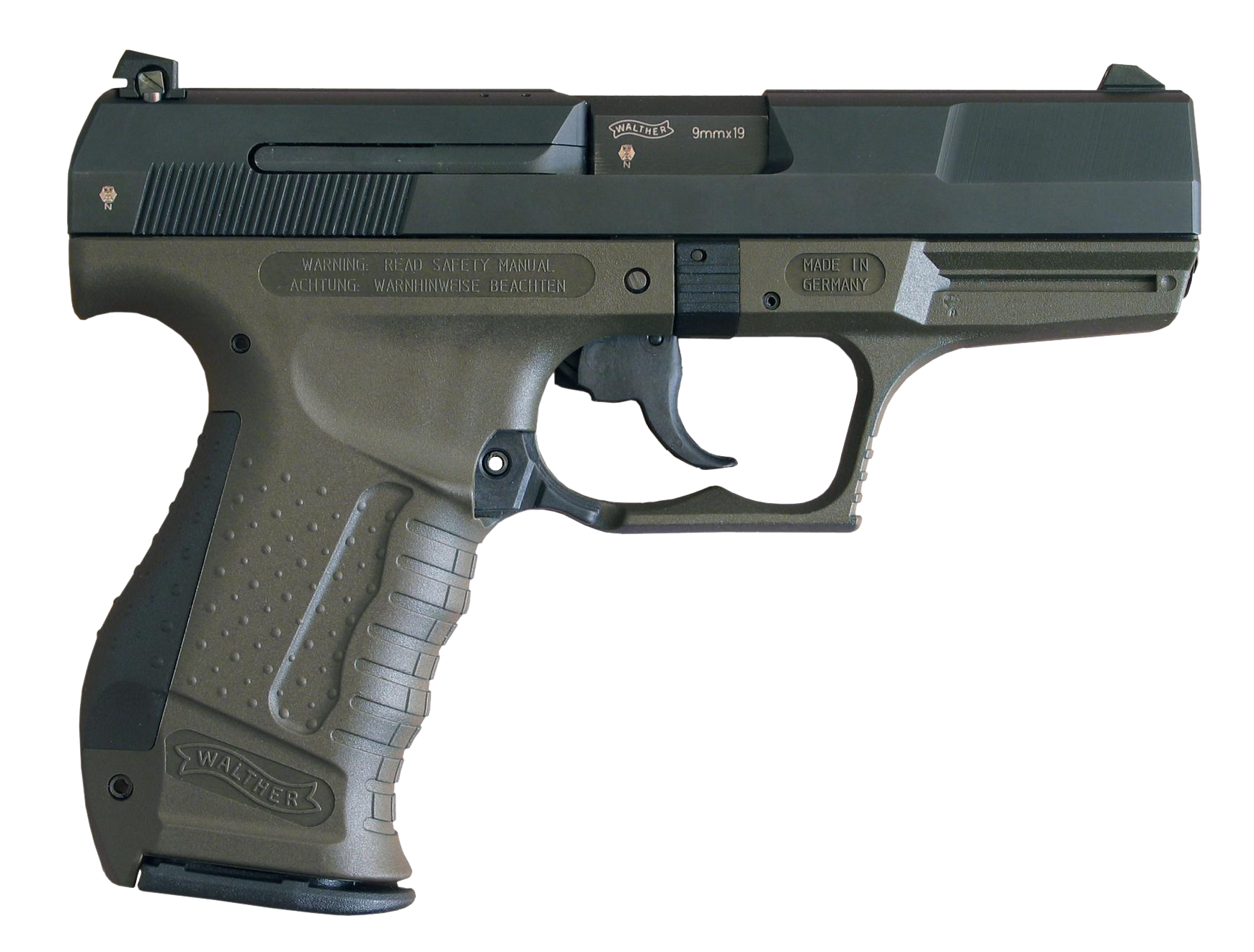
Walter P99

 Carl Walther GmbH Sportwaffen is een Duitse wapenfabriek gevestigd te Ulm en Arnsberg, die in 1886 te Zella-Mehlis werd gesticht door Carl Walther.
Het bedrijf is voornamelijk bekend om zijn pistolen en sportvuurwapens. Walther is de producent van onder meer de P38, de PPK-serie, de P5, de P99-serie en de P22-serie. Het bedrijf verwierf ook faam in de professionele sportwereld met hoge kwaliteit kleinkaliber en luchtdrukwapens.
Walther GmbH en het dochterbedrijf Hämmerli GmbH zijn onderdeel van UMAREX, dat zijn wortels in het bedrijf heeft.

## Wapens

### Pistolen

#### Sport
- Walther OSP
- Walther GSP
- Walther SSP
- Walther Olympia
- Walther P22
- Walther SP22
- Walther LP53
- Walther LP300
- Walther LP400
- Walther LP500
- Hammerli AP20
- Hammerli AP20 PRO
- Walther Q5 Match

#### Verdediging
- Walther Model 5
- Walther Model 9
- Walther PP
- Walther P38
- Walther TPH
- Walther P1
- Walther P4
- Walther PP Super
- Walther P5
- Walther P88
- Walther P99
- Walther P22
- Walther PPS
- Walther PPK - PPK/S
- Walther PK380
- Walther PPQ

### Machinepistolen
- Walther MPL
- Walther MPK
- Walther MPSD

### Geweren

#### Sport

##### Luchtgeweer
- Walther LGV
- Walther LGR
- Walther LG90
- Walther LGM
- Walther LG200
- Walther LG210
- Walther LG300
- Walther LG400
- Walther Dominator 1250

##### CO2gedreven luchtgeweer
- Walther CG90
- Walther CGM

#### Defensief
- Gewehr 41
- Gewehr 43
- Walther G22
- Walther WA 2000